# Mistrovství světa v biatlonu 2008

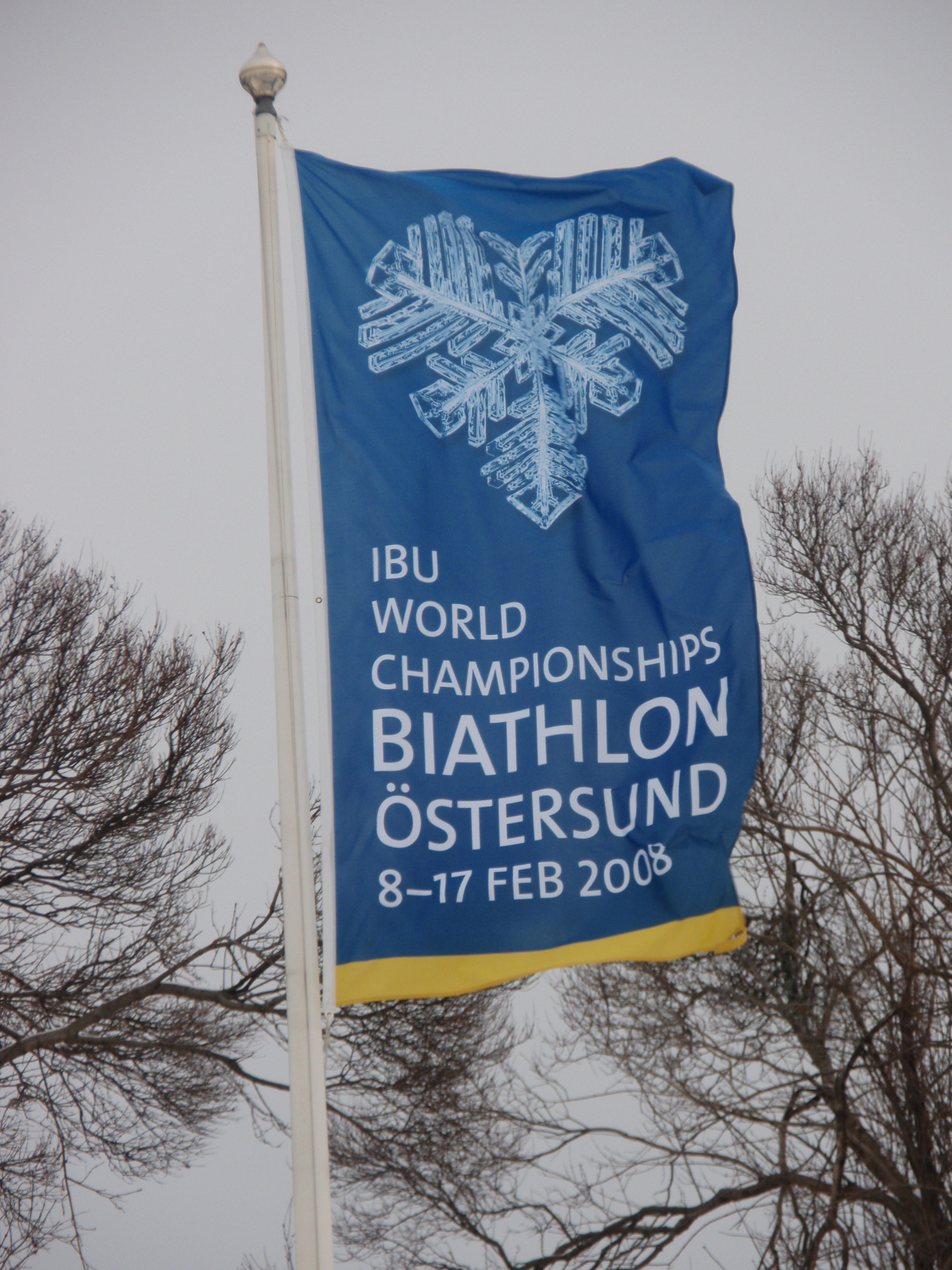
Logo mistrovství.

42. mistrovství světa v biatlonu se konalo v termínu od 8. do 17. února 2008 ve švédském Östersundu.

## Program závodů
Slavnostní zahájení proběhlo 8. února v 19:00 hodin. Na programu šampionátu bylo celkem 11 závodů. Muži a ženy absolvovali sprinty, stíhací závody, vytrvalostní závody, závody s hromadným startem a štafety. Navíc také společně absolvovali závod smíšených štafet.
| Den | Datum     | Disciplína                                  | Začátek (SEČ) | Počet závodníků |
| --- | --------- | ------------------------------------------- | ------------- | --------------- |
| So  | 9. února  | Sprint na 7,5 km (ženy)                     | 11:00         | 96              |
| So  | 9. února  | Sprint na 10 km (muži)                      | 14:15         | 114             |
| Ne  | 10. února | Stíhací závod na 10 km (ženy)               | 12:00         | 60              |
| Ne  | 10. února | Stíhací závod na 12,5 km (muži)             | 14:15         | 60              |
| Út  | 12. února | Smíšená štafeta na 2×6 km + 2×7,5 km        | 14:15         | 19 týmů         |
| St  | 13. února | Vytrvalostní závod na 15 km (ženy)¹         | 17:15         |                 |
| Čt  | 14. února | Vytrvalostní závod na 15 km (ženy)          | 14:15         | 93              |
| Čt  | 14. února | Vytrvalostní závod na 20 km (muži)          | 17:15         | 112             |
| So  | 16. února | Štafeta na 4 × 7,5 km (muži)                | 12:00         | 24 týmů         |
| So  | 16. února | Závod s hromadným startem na 12,5 km (ženy) | 15:00         | 30              |
| Ne  | 17. února | Závod s hromadným startem na 15 km (muži)   | 12:00         | 30              |
| Ne  | 17. února | Štafeta na 4 × 6 km (ženy)                  | 14:30         | 21 týmů         |

(¹ Vytrvalostní závod na 15 km (ženy) byl odložen z důvodu špatného počasí.

## Sportovci
Šampionátu se zúčastnili závodníci ze 38 zemí. Celkem zde závodilo 283 sportovců z toho 155 mužů a 128 žen.
| Země                | Muži | Ženy |
| ------------------- | ---- | ---- |
| Austrálie           | 1    | 0    |
| Belgie              | 3    | 1    |
| Bělorusko           | 5    | 6    |
| Bosna a Hercegovina | 2    | 1    |
| Bulharsko           | 5    | 5    |
| Chorvatsko          | 1    | 2    |
| Česko               | 6    | 5    |
| Čína                | 4    | 5    |
| Estonsko            | 8    | 5    |
| Finsko              | 5    | 4    |
| Francie             | 6    | 6    |
| Grónsko             | 2    | 0    |
| Itálie              | 5    | 5    |

| Země              | Muži | Ženy |
| ----------------- | ---- | ---- |
| Japonsko          | 2    | 2    |
| Jižní Korea       | 2    | 2    |
| Kanada            | 4    | 4    |
| Kazachstán        | 6    | 6    |
| Litva             | 0    | 1    |
| Lotyšsko          | 5    | 4    |
| Maďarsko          | 3    | 0    |
| Moldavsko         | 1    | 2    |
| Severní Makedonie | 1    | 0    |
| Německo           | 7    | 7    |
| Nizozemsko        | 1    | 0    |
| Norsko            | 8    | 8    |
| Polsko            | 5    | 6    |

| Země               | Muži | Ženy |
| ------------------ | ---- | ---- |
| Rakousko           | 7    | 0    |
| Rumunsko           | 0    | 4    |
| Rusko              | 8    | 8    |
| Řecko              | 3    | 0    |
| Slovensko          | 4    | 4    |
| Slovinsko          | 4    | 5    |
| Spojené království | 5    | 2    |
| Srbsko             | 4    | 0    |
| Švédsko            | 5    | 5    |
| Švýcarsko          | 5    | 1    |
| Ukrajina           | 7    | 7    |
| USA                | 5    | 5    |

## Medailisté

### Muži
| Disciplína                                | Zlato                                                            | Výkon                                   | Stříbro                                                                         | Výkon                                             | Bronz                                                                 | Výkon                                             |
| Vytrvalostní závod (20 km) detaily        | Emil Hegle Svendsen (NOR)                                        | 51:51,9 (0+1+0+0)                       | Ole Einar Bjørndalen (NOR)                                                      | 52:23,3 (1+1+0+0)                                 | Maxim Maximov (RUS)                                                   | 52:26,7 (0+0+0+0)                                 |
| Sprint (10 km) detaily                    | Maxim Čudov (RUS)                                                | 22:25,4 (0+0)                           | Halvard Hanevold (NOR)                                                          | 22:45,2 (0+0)                                     | Ole Einar Bjørndalen (NOR)                                            | 22:55,4 (0+2)                                     |
| Stíhací závod (12,5 km) detaily           | Ole Einar Bjørndalen (NOR)                                       | 31:04,5 (0+1+1+0)                       | Maxim Čudov (RUS)                                                               | 31:14,6 (2+0+2+0)                                 | Alexander Wolf (GER)                                                  | 31:47,3 (0+0+1+0)                                 |
| Závod s hromadným startem (15 km) detaily | Emil Hegle Svendsen (NOR)                                        | 36:12,6 (1+0+0+0)                       | Ole Einar Bjørndalen (NOR)                                                      | 36:13,0 (0+0+1+0)                                 | Maxim Čudov (RUS)                                                     | 36:37,5 (0+1+2+0)                                 |
| Štafeta (4×7,5 km) detaily                | Rusko Ivan Čerezov Nikolaj Kruglov Dmitrij Jarošenko Maxim Čudov | 1:21:00,7 (0+0 0+1) (0+0 0+2) (0+0 0+1) | Norsko Emil Hegle Svendsen Rune Bratsveen Halvard Hanevold Ole Einar Bjørndalen | 1:21:49,9 (0+0 0+1) (0+0 0+3) (0+1 0+2) (0+0 0+0) | Německo Michael Rösch Alexander Wolf Andreas Birnbacher Michael Greis | 1:22:43,2 (0+0 1+3) (0+0 0+1) (0+2 1+3) (0+3 0+2) |

### Ženy
| Disciplína                                  | Zlato                                                                          | Výkon                                   | Stříbro                                                                              | Výkon                                   | Bronz                                                                                 | Výkon                                             |
| Vytrvalostní závod (15 km) detaily          | Jekatěrina Jurjevová (RUS)                                                     | 44:23,8 (0+0+0+0)                       | Martina Glagowová (GER)                                                              | 45:37,1 (1+0+0+0)                       | Oxana Chvostěnková (UKR)                                                              | 46:48,2 (0+0+1+0)                                 |
| Sprint (7,5 km) detaily                     | Andrea Henkelová (GER)                                                         | 19:43,1 (0+0)                           | Albina Achatovová (RUS)                                                              | 19:55,8 (0+0)                           | Oxana Chvostěnková (UKR)                                                              | 20:06,3 (0+0)                                     |
| Stíhací závod (10 km) detaily               | Andrea Henkelová (GER)                                                         | 28:56,0 (0+0+0+0)                       | Jekatěrina Iourievaová (RUS)                                                         | 29:16,5 (0+0+0+0)                       | Albina Achatovová (RUS)                                                               | 29:34,5 (0+0+0+0)                                 |
| Závod s hromadným startem (12,5 km) detaily | Magdalena Neunerová (GER)                                                      | 39:36,5 (0+0+2+2)                       | Tora Bergerová (NOR)                                                                 | 39:39,5 (1+0+0+0)                       | Jekatěrina Iourievaová (RUS)                                                          | 40:06,0 (1+0+1+0)                                 |
| Štafeta (4×6 km) detaily                    | Německo Martina Glagowová Andrea Henkelová Magdalena Neunerová Kati Wilhelmová | 1:10:12,6 (0+0 0+0) (0+2 1+3) (0+2 0+2) | Ukrajina Oxana Jakovlevová Vita Semerenková Valentyna Semerenková Oxana Chvostěnková | 1:10:43,5 (0+0 0+0) (0+0 0+2) (0+0 1+0) | Francie Delphine Perettová Marie-Laure Brunetová Sylvie Becaertová Sandrine Baillyová | 1:11:48,3 (0+1 0+1) (0+0 1+3) (0+1 1+3) (0+2 0+2) |

### Smíšená štafeta
| Disciplína                               | Zlato                                                                            | Výkon                                             | Stříbro                                                                           | Výkon                                   | Bronz                                                                           | Výkon                                             |
| Smíšená štafeta (2×6 + 2×7,5 km) detaily | Německo Sabrina Buchholzová Magdalena Neunerová Andreas Birnbacher Michael Greis | 1:12:20,5 (0+0 0+0) (0+0 0+2) (0+1 0+2) (0+0 0+1) | Bělorusko Ljudmila Kalinčyková Darja Domračevová Rustam Valiullin Sjarhej Novikau | 1:13:13,1 (0+0 0+1) (0+0 0+0) (0+0 0+2) | Rusko Světlana Slepcovová Oxana Neupokojevová Nikolaj Kruglov Dmitrij Jarošenko | 1:13:23,4 (0+0 0+0) (0+0 0+2) (1+3 0+2) (0+0 0+2) |

## Medailové pořadí

### Medailové pořadí zemí
| Pořadí | Země      | Zlato | Stříbro | Bronz | Celkově |
| ------ | --------- | ----- | ------- | ----- | ------- |
| 1.     | Německo   | 5     | 1       | 2     | 8       |
| 2.     | Norsko    | 3     | 5       | 1     | 9       |
| 3.     | Rusko     | 3     | 3       | 5     | 11      |
| 4.     | Ukrajina  | 0     | 1       | 2     | 3       |
| 5.     | Bělorusko | 0     | 1       | 0     | 1       |
| 6.     | Francie   | 0     | 0       | 1     | 1       |
|        | Celkem    | 11    | 11      | 11    | 33      |

### Individuální medailové pořadí
| Pořadí | Závodník                    | Zlato | Stříbro | Bronz | Celkově |
| ------ | --------------------------- | ----- | ------- | ----- | ------- |
| 1.     | Andrea Henkelová (GER)      | 3     | 0       | 0     | 3       |
| 1.     | Magdalena Neunerová (GER)   | 3     | 0       | 0     | 3       |
| 3.     | Maxim Čudov (RUS)           | 2     | 1       | 1     | 4       |
| 4.     | Emil Hegle Svendsen (NOR)   | 2     | 1       | 0     | 3       |
| 5.     | Ole Einar Bjørndalen (NOR)  | 1     | 3       | 1     | 5       |
| 6.     | Jekatěrina Jurjevová (RUS)  | 1     | 1       | 1     | 3       |
| 7.     | Martina Glagowová (GER)     | 1     | 1       | 0     | 2       |
| 8.     | Nikolaj Kruglov (RUS)       | 1     | 0       | 1     | 2       |
| 8.     | Dmitrij Jarošenko (RUS)     | 1     | 0       | 1     | 2       |
| 8.     | Andreas Birnbacher (GER)    | 1     | 0       | 1     | 2       |
| 8.     | Michael Greis (GER)         | 1     | 0       | 1     | 2       |
| 12.    | Ivan Čerezov (RUS)          | 1     | 0       | 0     | 1       |
| 12.    | Kati Wilhelmová (GER)       | 1     | 0       | 0     | 1       |
| 12.    | Sabrina Buchholzová (GER)   | 1     | 0       | 0     | 1       |
| 15.    | Halvard Hanevold (NOR)      | 0     | 2       | 0     | 2       |
| 16.    | Oxana Chvostěnková (UKR)    | 0     | 1       | 2     | 3       |
| 17.    | Albina Achatovová (RUS)     | 0     | 1       | 1     | 2       |
| 18.    | Rune Bratsveen (NOR)        | 0     | 1       | 0     | 1       |
| 18.    | Tora Bergerová (NOR)        | 0     | 1       | 0     | 1       |
| 18.    | Oxana Jakovlevová (UKR)     | 0     | 1       | 0     | 1       |
| 18.    | Vita Semerenková (UKR)      | 0     | 1       | 0     | 1       |
| 18.    | Valentyna Semerenková (UKR) | 0     | 1       | 0     | 1       |
| 18.    | Ljudmila Kalinčyková (BLR)  | 0     | 1       | 0     | 1       |
| 18.    | Darja Domračevová (BLR)     | 0     | 1       | 0     | 1       |
| 18.    | Rustam Valiullin (BLR)      | 0     | 1       | 0     | 1       |
| 18.    | Sjarhej Novikau (BLR)       | 0     | 1       | 0     | 1       |
| 27.    | Alexander Wolf (GER)        | 0     | 0       | 2     | 2       |
| 28.    | Maxim Maximov (RUS)         | 0     | 0       | 1     | 1       |
| 28.    | Michael Rösch (GER)         | 0     | 0       | 1     | 1       |
| 28.    | Delphine Perettová (FRA)    | 0     | 0       | 1     | 1       |
| 28.    | Marie-Laure Brunetová (FRA) | 0     | 0       | 1     | 1       |
| 28.    | Sylvie Becaertová (FRA)     | 0     | 0       | 1     | 1       |
| 28.    | Sandrine Baillyová (FRA)    | 0     | 0       | 1     | 1       |
| 28.    | Světlana Slepcovová (RUS)   | 0     | 0       | 1     | 1       |
| 28.    | Oxana Neupokojevová (RUS)   | 0     | 0       | 1     | 1       |
|        | Celkem                      | 20    | 20      | 20    | 60      |

## Muži

### Sprint
Závodníci absolvují trať dlouhou 10 km se dvěma střeleckými položkami – první vleže, druhou vestoje; za každý minutý terč závodníci absolvují trestné kolo.
| Pořadí           | Závodník             | Stát                   | Čas     | TK |
| ---------------- | -------------------- | ---------------------- | ------- | -- |
| Zlatá medaile    | Maxim Čudov          | Rusko                  | 22:25,4 | 0  |
| Stříbrná medaile | Halvard Hanevold     | Norsko                 | +19,8   | 0  |
| Bronzová medaile | Ole Einar Bjørndalen | Norsko                 | +30,0   | 2  |
| 4.               | Ivan Čerezov         | Rusko                  | +35,8   | 1  |
| 5.               | Michael Rösch        | Německo                | +43,5   | 1  |
| 6.               | Michal Šlesingr      | Česko                  | +55,7   | 0  |
| 7.               | Daniel Graf          | Německo                | +58,5   | 1  |
| 8.               | Andreas Birnbacher   | Německo                | +1:00,4 | 0  |
| 9.               | Tim Burke            | Spojené státy americké | +1:05,0 | 1  |
| 10.              | Dmitrij Jarošenko    | Rusko                  | +1:05,6 | 2  |
| …                |                      |                        |         |    |
| 23.              | Zdeněk Vítek         | Česko                  | +1:30,9 | 2  |
| 36.              | Roman Dostál         | Česko                  | +1:54,6 | 2  |
| 58.              | Jaroslav Soukup      | Česko                  | +2:27,6 | 1  |

### Stíhací závod
Do stíhacího závodu se kvalifikuje prvních 60 závodníků ze sprintu. Absolvují trať o délce 12,5 km se čtyřmi střeleckými položkami v pořadí: vleže, vleže, vestoje, vestoje; za každý minutý terč závodníci absolvují trestné kolo.
| Pořadí           | SČ | Závodník             | Stát                   | Čas     | TK |
| ---------------- | -- | -------------------- | ---------------------- | ------- | -- |
| Zlatá medaile    | 3  | Ole Einar Bjørndalen | Norsko                 | 31:04,5 | 2  |
| Stříbrná medaile | 1  | Maxim Čudov          | Rusko                  | +10,1   | 4  |
| Bronzová medaile | 19 | Alexander Wolf       | Německo                | +42,8   | 1  |
| 4.               | 10 | Dmitrij Jarošenko    | Rusko                  | +50,0   | 2  |
| 5.               | 6  | Michal Šlesingr      | Česko                  | +52,5   | 0  |
| 6.               | 20 | Simon Fourcade       | Francie                | +52,6   | 1  |
| 7.               | 5  | Michael Rösch        | Německo                | +58,0   | 2  |
| 8.               | 4  | Ivan Čerezov         | Rusko                  | +58,2   | 3  |
| 9.               | 2  | Halvard Hanevold     | Norsko                 | +58,5   | 2  |
| 10.              | 9  | Tim Burke            | Spojené státy americké | +1:18,6 | 2  |
| …                |    |                      |                        |         |    |
| 16.              | 23 | Zdeněk Vítek         | Česko                  | +1:34,1 | 2  |
| 33.              | 36 | Roman Dostál         | Česko                  | +2:59,1 | 2  |
| 49.              | 58 | Jaroslav Soukup      | Česko                  | +4:25,8 | 4  |

### Vytrvalostní závod
Závodníci absolvují trať dlouhou 20 km se čtyřmi střeleckými položkami v pořadí: vleže, vestoje, vleže a vestoje; za každý minutý terč je závodníkovi do výsledného času započtena jedna trestná minuta.
| Pořadí           | Závodník             | Stát      | Čas     | TM |
| ---------------- | -------------------- | --------- | ------- | -- |
| Zlatá medaile    | Emil Hegle Svendsen  | Norsko    | 51:51,9 | 1  |
| Stříbrná medaile | Ole Einar Bjørndalen | Norsko    | +31,4   | 2  |
| Bronzová medaile | Maxim Maximov        | Rusko     | +34,8   | 0  |
| 4.               | Simon Fourcade       | Francie   | +1:05,4 | 1  |
| 5.               | Maxim Čudov          | Rusko     | +1:22,0 | 3  |
| 6.               | Christian De Lorenzi | Itálie    | +1:34,7 | 1  |
| 7.               | Zdeněk Vítek         | Česko     | +1:40,6 | 2  |
| 8.               | Rustam Valiullin     | Bělorusko | +1:48,6 | 2  |
| 9.               | Andrij Deryzemlja    | Ukrajina  | +2:00,1 | 1  |
| 10.              | Michal Šlesingr      | Česko     | +2:03,7 | 1  |
| …                |                      |           |         |    |
| 44.              | Ondřej Moravec       | Česko     | +6:13,1 | 5  |
| 53.              | Roman Dostál         | Česko     | +6:38,9 | 5  |

### Závod s hromadným startem
Do závodu s hromadným startem se kvalifikuje 15 závodníků na základě výsledků z mistrovství světa, dalších 15 pak na základě postavení ve světovém poháru. Závodníci absolvují trať dlouhou 15 km se čtyřmi střeleckými položkami v pořadí vleže, vleže, vestoje, vestoje; za každý minutý terč absolvují trestné kolo.
| Pořadí           | Závodník             | Stát     | Čas     | TK |
| ---------------- | -------------------- | -------- | ------- | -- |
| Zlatá medaile    | Emil Hegle Svendsen  | Norsko   | 36:12,6 | 1  |
| Stříbrná medaile | Ole Einar Bjørndalen | Norsko   | +0,4    | 1  |
| Bronzová medaile | Maxim Čudov          | Rusko    | +24,9   | 3  |
| 4.               | Maxim Maximov        | Rusko    | +40,5   | 0  |
| 5.               | Halvard Hanevold     | Norsko   | +1:04,2 | 1  |
| 6.               | Dmitrij Jarošenko    | Rusko    | +1:22,7 | 4  |
| 7.               | Vincent Defrasne     | Francie  | +1:23,0 | 2  |
| 8.               | Ivan Čerezov         | Rusko    | +1:31,3 | 3  |
| 9.               | Björn Ferry          | Švédsko  | +1:37,1 | 2  |
| 10.              | Andrij Deryzemlja    | Ukrajina | +1:38,7 | 2  |
| …                |                      |          |         |    |
| 26.              | Michal Šlesingr      | Česko    | +2:49,9 | 5  |

### Štafeta
Štafeta je čtyřčlenná, každý závodník absolvuje úsek dlouhý 7,5 km se dvěma střelbami – vleže a vestoje. Pokud závodník pěti náboji nesrazí všechny terče, může na každé střelbě až tři další náboje ručně dobít. Pokud ani po jejich použití nezasáhl všechny terče, absolvuje příslušný počet trestných kol.
| Pořadí           | Stát      | Složení                                                                  | Čas       | TK+D |
| ---------------- | --------- | ------------------------------------------------------------------------ | --------- | ---- |
| Zlatá medaile    | Rusko     | Ivan Čerezov Nikolaj Kruglov Dmitrij Jarošenko Maxim Čudov               | 1:21:00,7 | 0+5  |
| Stříbrná medaile | Norsko    | Emil Hegle Svendsen Rune Bratsveen Halvard Hanevold Ole Einar Bjørndalen | +49,2     | 0+7  |
| Bronzová medaile | Německo   | Michael Rösch Alexander Wolf Andreas Birnbacher Michael Greis            | +1:42,5   | 2+9  |
| 4.               | Rakousko  | Simon Eder Friedrich Pinter Daniel Mesotitsch Christoph Sumann           | +1:42,9   | 0+10 |
| 5.               | Francie   | Julien Robert Vincent Defrasne Ferreol Cannard Simon Fourcade            | +2:41,3   | 0+8  |
| 6.               | Švédsko   | David Ekholm Björn Ferry Mattias Nilsson Carl Johan Bergman              | +3:11,0   | 3+10 |
| 7.               | Česko     | Michal Šlesingr Jaroslav Soukup Ondřej Moravec Zdeněk Vítek              | +3:45,4   | 0+14 |
| 8.               | Bělorusko | Sjarhej Novikau Aljaksandr Syman Uladzimir Miklašeuski Rustam Valiullin  | +4:09,5   | 0+9  |

## Ženy

### Sprint
Závodnice absolvují trať o délce 7,5 km se dvěma střeleckými položkami – první vleže, druhou vestoje; za každý minutý terč absolvují trestné kolo.
| Pořadí           | Závodnice                      | Stát      | Čas     | TK |
| ---------------- | ------------------------------ | --------- | ------- | -- |
| Zlatá medaile    | Andrea Henkelová               | Německo   | 19:43,1 | 0  |
| Stříbrná medaile | Albina Achatovová              | Rusko     | +12,7   | 0  |
| Bronzová medaile | Oxana Chvostěnková             | Ukrajina  | +23,2   | 0  |
| 4.               | Tora Bergerová                 | Norsko    | +30,1   | 1  |
| 5.               | Sandrine Baillyová             | Francie   | +31,7   | 1  |
| 6.               | Světlana Slepcovová            | Rusko     | +35,6   | 1  |
| 7.               | Magdalena Gwizdońová           | Polsko    | +38,7   | 0  |
| 8.               | Julie Bonnevieová-Svendsenová  | Norsko    | +39,2   | 0  |
| 9.               | Jekatěrina Jurjevová           | Rusko     | +41,9   | 2  |
| 10.              | Dijana Grudičeková-Ravnikarová | Slovinsko | +42,9   | 0  |
| …                |                                |           |         |    |
| 57.              | Veronika Vítková               | Česko     | +2:37,9 | 3  |
| 86.              | Zuzana Tryznová                | Česko     | +4:43,5 | 6  |

### Stíhací závod
Do stíhacího závodu se kvalifikuje prvních 60 závodnic ze sprintu. Absolvují trať o délce 10 km se čtyřmi střeleckými položkami v pořadí: vleže, vleže, vestoje, vestoje; za každý minutý terč závodnice absolvují trestné kolo.
| Pořadí           | SČ | Závodnice            | Stát     | Čas     | TK |
| ---------------- | -- | -------------------- | -------- | ------- | -- |
| Zlatá medaile    | 1  | Andrea Henkelová     | Německo  | 28:56,0 | 0  |
| Stříbrná medaile | 9  | Jekatěrina Jurjevová | Rusko    | +20,5   | 0  |
| Bronzová medaile | 2  | Albina Achatovová    | Rusko    | +38,5   | 0  |
| 4.               | 4  | Tora Bergerová       | Norsko   | +55,7   | 1  |
| 5.               | 5  | Sandrine Baillyová   | Francie  | +55,9   | 2  |
| 6.               | 17 | Magdalena Neunerová  | Německo  | +1:44,1 | 4  |
| 7.               | 14 | Martina Glagowová    | Německo  | +2:13,0 | 1  |
| 8.               | 6  | Světlana Slepcovová  | Rusko    | +2:20,8 | 3  |
| 9.               | 12 | Kathrin Hitzerová    | Německo  | +2:21,7 | 4  |
| 10.              | 3  | Oxana Chvostěnková   | Ukrajina | +2:24,2 | 4  |

### Vytrvalostní závod
Závodnice absolvují trať o délce 15 km se čtyřmi střeleckými položkami v pořadí: vleže, vestoje, vleže a vestoje; za každý minutý terč je závodnici do výsledného času započtena jedna trestná minuta.
| Pořadí           | Závodnice            | Stát      | Čas      | TM |
| ---------------- | -------------------- | --------- | -------- | -- |
| Zlatá medaile    | Jekatěrina Jurjevová | Rusko     | 44:23,8  | 0  |
| Stříbrná medaile | Martina Glagowová    | Německo   | +1:13,3  | 1  |
| Bronzová medaile | Oxana Chvostěnková   | Ukrajina  | +2:24,4  | 1  |
| 4.               | Tora Bergerová       | Norsko    | +2:28,5  | 2  |
| 5.               | Taťána Mojsejevová   | Rusko     | +2:40,5  | 1  |
| 6.               | Teja Gregorinová     | Slovinsko | +3:03,0  | 1  |
| 7.               | Iana Romanovová      | Rumunsko  | +3:04,6  | 1  |
| 8.               | Natalja Levčenkovová | Moldávie  | +3:22,8  | 1  |
| 9.               | Volha Kudrašovová    | Bělorusko | +3:28,0  | 1  |
| 10.              | Solveig Rogstadová   | Norsko    | +3:55,0  | 2  |
| …                |                      |           |          |    |
| 14.              | Veronika Vítková     | Česko     | +4:34,6  | 2  |
| 60.              | Zuzana Tryznová      | Česko     | +9:48,0  | 6  |
| 77.              | Zdeňka Vejnarová     | Česko     | +12:23,9 | 8  |

### Závod s hromadným startem
Do závodu s hromadným startem se kvalifikuje 15 závodnic na základě výsledků z mistrovství světa, dalších 15 pak na základě postavení ve světovém poháru. Závodnice absolvují trať dlouhou 12,5 km se čtyřmi střeleckými položkami v pořadí vleže, vleže, vestoje, vestoje; za každý minutý terč absolvují trestné kolo.
| Pořadí           | Závodnice            | Stát     | Čas     | TK |
| ---------------- | -------------------- | -------- | ------- | -- |
| Zlatá medaile    | Magdalena Neunerová  | Německo  | 39:36,5 | 4  |
| Stříbrná medaile | Tora Bergerová       | Norsko   | +3,0    | 1  |
| Bronzová medaile | Jekatěrina Jurjevová | Rusko    | +29,5   | 2  |
| 4.               | Vita Semerenková     | Ukrajina | +33,6   | 1  |
| 5.               | Helena Jonssonová    | Francie  | +51,0   | 2  |
| 6.               | Martina Glagowová    | Německo  | +57,0   | 3  |
| 7.               | Liou Sien-jing       | Čína     | +57,5   | 3  |
| 8.               | Kati Wilhelmová      | Německo  | +1:01,5 | 4  |
| 9.               | Michela Ponzaová     | Itálie   | +1:09,6 | 2  |
| 10.              | Albina Achatovová    | Rusko    | +1:17,3 | 4  |

### Štafeta
Štafeta je čtyřčlenná, každá závodnice absolvuje úsek dlouhý 6 km se dvěma střelbami – vleže a vestoje. Pokud závodnice pěti náboji nesrazí všechny terče, může na každé střelbě až tři další náboje ručně dobít. Pokud ani po jejich použití nezasáhl všechny terče, absolvuje příslušný počet trestných kol.
| Pořadí           | Stát      | Složení                                                                        | Čas       | TK+D |
| ---------------- | --------- | ------------------------------------------------------------------------------ | --------- | ---- |
| Zlatá medaile    | Německo   | Martina Glagowová Andrea Henkelová Magdalena Neunerová Kati Wilhelmová         | 1:10:12,6 | 1+9  |
| Stříbrná medaile | Ukrajina  | Oxana Jakovlevová Vita Semerenková Valentyna Semerenková Oxana Chvostěnková    | +30,9     | 0+4  |
| Bronzová medaile | Francie   | Delphine Perettová Marie-Laure Brunetová Sylvie Becaertová Sandrine Baillyová  | +1:35,7   | 2+13 |
| 4.               | Rusko     | Světlana Slepcovová Albina Achatovová Taťána Mojsejevová Jekatěrina Jurjevová  | +1:39,4   | 0+8  |
| 5.               | Bělorusko | Ljudmila Kalinčyková Darja Damračovová Volha Nazaravová Volha Kudrašovová      | +1:46,4   | 0+6  |
| 6.               | Norsko    | Solveig Rogstadová Anne Ingstadbjørgová Ann Kristin Flatlandová Tora Bergerová | +2:05,7   | 1+8  |
| 7.               | Polsko    | Krystyna Pałková Paulina Bobaková Magdalena Gwizdońová Agnieszka Grzybeková    | +2:15,4   | 0+8  |
| 8.               | Švédsko   | Helena Jonssonová Anna Maria Nilssonová Sofia Domeijová Elisabeth Högbergová   | +2:15,6   | 1+8  |
| …                |           |                                                                                |           |      |
| 16.              | Česko     | Veronika Vítková Magda Rezlerová Zdeňka Vejnarová Zuzana Tryznová              | +5:53,4   | 2+13 |

## Smíšené disciplíny

### Smíšená štafeta
Ve štafetě startují 2 muži a 2 ženy. Nejprve obě ženy absolvují šestikilometrový úsek se dvěma střelbami, vleže a vestoje, poté nastupují oba muži na úsek dlouhý 7,5 km. Pokud závodník pěti náboji nesrazí všechny terče, může na každé střelbě až tři další náboje ručně dobít. Pokud ani po jejich použití nezasáhl všechny terče, absolvuje příslušný počet trestných kol.
| Pořadí           | Stát      | Složení                                                                          | Čas       | TK+D |
| ---------------- | --------- | -------------------------------------------------------------------------------- | --------- | ---- |
| Zlatá medaile    | Německo   | Sabrina Buchholzová Magdalena Neunerová Andreas Birnbacher Michael Greis         | 1:12:20,5 | 0+6  |
| Stříbrná medaile | Bělorusko | Ljudmila Kalinčyková Darja Domračevová Rustam Valiullin Sjarhej Novikau          | +52,6     | 0+4  |
| Bronzová medaile | Rusko     | Světlana Slepcovová Oxana Neupokojevová Nikolaj Kruglov Dmitrij Jarošenko        | +1:02,9   | 1+9  |
| 4.               | Švédsko   | Helena Jonssonová Anna Carin Olofssonová Björn Ferry Carl Johan Bergman          | +1:06,8   | 0+9  |
| 5.               | Itálie    | Michela Ponzaová Roberta Fiandinová René Laurent Vuillermoz Christian De Lorenzi | +1:24,9   | 0+7  |
| 6.               | Polsko    | Krystyna Pałková Magdalena Gwizdońová Krzysztof Pływaczyk Tomasz Sikora          | +1:44,5   | 1+9  |
| 7.               | Francie   | Marie-Laure Brunetová Delphine Perettová Vincent Jay Lois Habert                 | +1:45,9   | 0+12 |
| 8.               | Norsko    | Anne Ingstadbjørgová Julie Bonnevieová-Svendsenová Alexander Os Rune Bratsveen   | +2:49,5   | 0+8  |
| …                |           |                                                                                  |           |      |
| 12.              | Česko     | Veronika Vítková Zdeňka Vejnarová Ondřej Moravec Jaroslav Soukup                 | +3:48,9   | 0+7  |